# (5440) Terao
(5440) Terao (1991 HD) – planetoida z pasa głównego asteroid okrążająca Słońce w ciągu 3,2 lat w średniej odległości 2,17 j.a. Odkryta 16 kwietnia 1991 roku.